# Minzhu, Chongqing
Minzhu (kinesiska: 民主) är en köping i sydvästra Kina. Den ligger i stadsdistriktet Nanchuan, i storstadsområdet Chongqing, omkring 61 kilometer öster om det centrala stadsdistriktet Yuzhong. Antalet invånare är 7 092. Befolkningen består av 3 541 kvinnor och 3 551 män. Barn under 15 år utgör 21,0 %, vuxna 15-64 år 59 %, och äldre över 65 år 19,0 %.